# Regiunea Arta
Arta este o regiune a Republicii Djibouti, formată în 2003, din părți ale districtelor Djibouti și Dikhil, a cărei capitală este Arta. Populația regiunii a fost de 42.380 locuitori, la recensământul din 2009.